# Гимн Шотландии
В Шотландии нет официального гимна. На звание неофициального гимна претендуют несколько песен (как народных, так и написанных современными музыкантами). Одной из таких песен является «Scotland the Brave» (автор Клифф Хэндли), но её слова почти никто не знает. Народным гимном можно считать песню фолк-группы The Corries — «The Flower of Scotland», записанную в 1967 г. Роем Уильиамсоном. Именно эта песня играется, когда шотландские сборные по регби и футболу выходит на поле.
Регулярно поднимается вопрос о том, что стране нужен новый гимн, так как слова «Scotland the Brave» никто в стране практически не знает, а «Flower of Scotland» описывает исторические события далёкого прошлого (победу над англичанами в 1314 году), и к сегодняшней Шотландии отношения не имеет.
В онлайн-голосовании по данной проблематике, проходившем в 2006 году, сложилась следующая ситуация:
| Песня                       | Голосов (%) |
| --------------------------- | ----------- |
| «Flower of Scotland»        | 41 %        |
| «Scotland the Brave»        | 29 %        |
| «Highland Cathedral»        | 16 %        |
| «A Man's A Man for A' That» | 7 %         |
| «Scots Wha Hae»             | 6 %         |

### The Flower of Scotland
O Flower of Scotland,
When will we see
Your like again,
That fought and died for,
Your wee bit Hill and Glen,
And stood against him,
Proud Edward’s Army,
And sent him homeward,
To think again.
The Hills are bare now,
And Autumn leaves
lie thick and still,
O’er land that is lost now,
Which those so dearly held,
That stood against him,
Proud Edward’s Army,
And sent him homeward,
To think again.
Those days are past now,
And in the past
they must remain,
But we can still rise now,
And be the nation again,
That stood against him,
Proud Edward’s Army,
And sent him homeward,
To think again.

## Перевод на русский язык «Цветок Шотландии»
О, Цветок Шотландии,
Когда мы почувствуем
Твой вкус снова,
За который сражались и погибли,
Твои крошечные кусочки Хилла и Глена,
Стояли против неё,
Надменной Армии Эдуарда,
И отправили его обратно,
Думать снова.
Холмы оголены сейчас,
Их осень покрывает листвой
Парящей густо и безмолвно,
Над землёй, что исчезает сейчас,
Из тех, которые так нежно обнимают
Стояли против неё,
Надменной Армии Эдуарда,
И отправили его обратно,
Думать снова.
Те дни сейчас прошли сейчас,
Им в прошлом
Нужно остаться
А мы можем ещё сейчас подняться,
И быть народом снова,
Стояли против неё,
Надменной Армии Эдуарда,
И отправили его обратно,
Думать снова.